# Fabio J. Guzmán Ariza

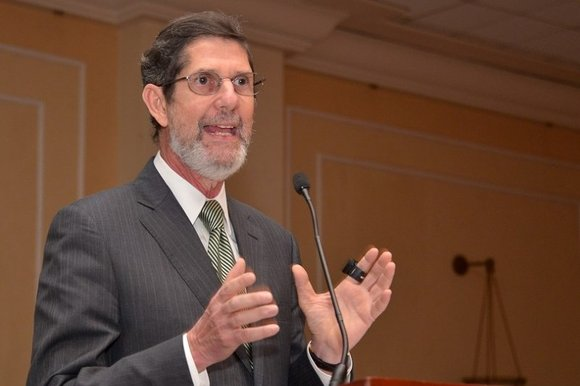

Fabio J. Guzmán Ariza (San Francisco de Macorís, República Dominicana, 1949) es un destacado abogado, escritor y filántropo dominicano. Es presidente del bufete de abogados Guzmán Arizade la Fundación Guzmán Ariza Pro Academia Dominicana de la Lengua, de la Fundéu Guzmán Ariza y del Instituto Guzmán Ariza de Lexicografía, así como editor de la revista jurídica Gaceta Judicial, miembro de número de la Academia Dominicana de la Lengua y miembro correspondiente de la Real Academia Española.

## Primeros años y estudios
Guzmán Ariza creció en San Francisco de Macorís, en el nordeste de la República Dominicana, donde cursó sus estudios primarios y el primer año del bachillerato. En 1962, ingresó al St. Andrew's College, en Aurora, Ontario, Canadá, donde completó sus estudios secundarios. Se recibió de licenciado en Ciencias y Humanidades del Massachusetts Institute of Technology (1973), y en Derecho, summa cum laude, de la Pontificia Universidad Católica Madre y Maestra (1981).

## Carrera profesional
Tras su graduación en 1981, Guzmán Ariza ingresó al bufete de su padre en San Francisco de Macorís y, al mismo tiempo, a la Facultad de Ciencias Jurídicas de la Universidad Católica Nordestana, donde fue profesor de Derecho Civil y, luego, decano de la Facultad. Además, ocupó el cargo de juez en el Tribunal Disciplinario del Colegio de Abogados de la República Dominicana.
Fue pionero en la prestación de servicios jurídicos a la numerosa clientela extranjera que, a partir de los años ochenta, comenzó a invertir en la República Dominicana en los sectores de la hotelería y el turismo inmobiliario. Gracias a ello, su firma, Guzmán Ariza, se ha consolidado como una de las más grandes del país. Por su destacada trayectoria profesional, ha sido reconocido por las prestigiosas calificadoras legales Chambers and Partners y The Legal 500 como Senior Statesperson (decano) y miembro del Hall of Fame (salón de la fama) del derecho dominicano. 
Actualmente, además de presidir la firma Guzmán Ariza, se desempeña como editor y presidente del Consejo Editorial de la revista jurídica Gaceta Judicial, así como árbitro en las Cámaras de Comercio de Santo Domingo, Santiago y Puerto Plata. Asimismo, es uno de los principales autores de obras jurídicas del país, entre las que destacan:  Repertorio de la jurisprudencia civil, comercial e inmobiliaria de la República Dominicana (2015 y 2022); El procedimiento en defecto en materia civil y comercial (1981, 2010.2020); Ley 5038 sobre condominios, comentada, anotada y concordada con la Ley 108-05 de Registro Inmobiliario (2009); Modelos para las SRL y EIRL (2017)  y El lenguaje de la Constitución dominicana (2012).

## Actividades lingüísticas
Desde 2007, Guzmán Ariza ha fomentado, a través de la Fundación Guzmán Ariza, el buen uso del español en la República Dominicana, con especial énfasis en el ámbito jurídico. Como parte de este esfuerzo, ha desarrollado las siguientes actividades:
- Publicación desde 2007 de la columna mensual Nuestro idioma en la revista jurídica Gaceta Judicial.
- Miembro de la Comisión de Ortografía de la Academia Dominicana de la Lengua que contribuyó a la redacción de la Ortografía básica de la lengua española (2012). [15]
- Publicación de la obra El lenguaje de la Constitución dominicana (2012), en la que se analizan los numerosos errores lingüísticos del texto y se proponen recomendaciones concretas para mejorar la calidad de la redacción jurídica en la República Dominicana.[16][17]
- Miembro de la comisión de la Academia Dominicana de la Lengua corresponsable de la vigesimotercera edición del Diccionario de la lengua española (2013). [18]
- Publicación como coautor del Diccionario del español dominicano (2013, 2024). [19][20]
- Fundación en 2016 de la Fundéu Guzmán Ariza, afiliada a la FundéuRAE de España, con el propósito de fomentar el buen uso del español en los medios de comunicación de la República Dominicana. [21][22] Desde su creación, esta institución emite tres recomendaciones semanales sobre el lenguaje empleado en los medios dominicanos y responde consultas lingüísticas individuales.[23]
- Suscribió acuerdos de cooperación interinstitucional con el Tribunal Constitucional y el Consejo del Poder Judicial de la República Dominicana para mejorar la redacción de las decisiones judiciales.[24]
- Revisión del proyecto de Código Penal de la República Dominicana (2014-2022). [25]
- Patrocinio de la publicación del Diccionario fraseológico del español dominicano (2016). [26]
- Revisión del proyecto de Código Civil de la República Dominicana (2016-2017).
- Miembro de la Academia Dominicana de la Lengua encargado de colaborar en la preparación del Diccionario Panhispánico del español jurídico (2017).[27]
- Patrocinio de la publicación del Diccionario de refranes del español dominicano (2018).[28]
- Miembro de la Comisión Permanente de la Asociación de Academias de la Lengua Española (ASALE) en representación de la Academia Dominicana de la Lengua (2019).[29]
- Suscripción de acuerdos de cooperación interinstitucional con el Tribunal Constitucional y el Consejo del Poder Judicial de la República Dominicana para mejorar la redacción de las decisiones judiciales.
- Fundación del Instituto Guzmán Ariza de Lexicografía (2020), dedicado a la investigación lexicográfica del español en sus variedades dominicana, antillana, americana y general.[30]
- Designado por el Consejo del Poder Judicial para dirigir la preparación del Diccionario jurídico dominicano (2020-presente). [31]
- Impartición de charlas sobre los errores más comunes del lenguaje jurídico dominicano, dirigidas a jueces y abogados de instituciones gubernamentales y bancarias, entre otros.[32][33][34]

Guzmán Ariza es miembro de número de la Academia Dominicana de la Lengua  y miembro correspondiente de la Real Academia Española. Dominicana de la Lengua. Actualmente es vocal de la junta directiva de la Academia Dominicana de la Lengua.

## Familia
Fabio José Guzmán Ariza es el hijo menor del matrimonio del abogado Antonio Guzmán López y Asia Antonia Ariza Martínez. En 1977, contrajo matrimonio con Vivian Saladín Negrín, con quien ha tenido dos hijos: Alfredo Antonio y Fabio José Guzmán Saladín,
Por el lado materno, es descendiente directo (tataranieto) de dos firmantes del Acta de Separación Dominicana del 16 de enero de 1844, documento que proclamó la independencia de la República Dominicana de Haití: Juan Esteban Ariza y Manuel Castillo Álvarez. Este último era tío de Matías Ramón Mella Castillo, uno de los Padres de la Patria dominicana. 
Por parte materna tiene a Porfirio Rubirosa Ariza, primo hermano de su madre, playboy internacional y diplomático al servicio del dictador Rafael Trujillo.
Según los datos del estudio genealógico publicado sobre Porfirio Rubirosa Ariza, se deduce que el decimosexto abuelo de Guzmán Ariza fue Gonzalo Fernández de Oviedo y Valdés, alcaide de la fortaleza de Santo Domingo y cronista de Indias, y que su decimoséptimo abuelo fue el conquistador Rodrigo de Bastidas (1445-1527), fundador de la ciudad de Santa Marta (Colombia), quien viajó a la Española en 1493, en el segundo viaje de Colón. Es pariente de Vincho Castillo (y sus hijos Pelegrín y Vinicio), así como de Gustavo Montalvo Franco, por ser estos también descendientes directos del general Castillo Álvarez.

## Obras publicadas
- Repertorio de la jurisprudencia civil, comercial e inmobiliaria de la República Dominicana (1908-2021): Santo Domingo, Editora Judicial, 2023.
- El procedimiento en defecto en materia civil y comercial después de las reformas de la Ley 845 de 1978, 3a. ed.: Santo Domingo, Editora Judicial, 2020.
- Ley No. 108-05 de Registro Inmobiliario, con sus modificaciones, reglamentos y normas complementarias, concordados e indexados: Santo Domingo, Editora Judicial, 2019.[45]
- Modelos para las SRL y EIRL: Santo Domingo, Editora Judicial, 2017.[46]
- A Legal Guide to Investing in the Dominican Republic: Santo Domingo, Guzmán Ariza, 2016.
- Guía del inversionista extranjero en la República Dominicana: Santo Domingo, Guzmán Ariza, 2016.
- Repertorio de la jurisprudencia civil, comercial e inmobiliaria de la República Dominicana (2001-2014): Santo Domingo, Editora Judicial, 2015.[47]
- Diccionario del español dominicano (miembro del equipo de redacción): Santo Domingo, Academia Dominicana de la Lengua, 2013.
- El lenguaje de la Constitución dominicana: Santo Domingo, Academia Dominicana de la Lengua, 2012.
- Sexismo lingüístico y doble género: La plaga del lenguaje contemporáneo (coautor): Santo Domingo, Academia Dominicana de la Lengua, 2012.
- The Constitution of the Dominican Republic (traductor): Santo Domingo, Editora Judicial, 2011.
- El procedimiento en defecto en materia civil y comercial después de las reformas de la Ley 845 de 1978, 2a. ed.: Santo Domingo, Editora Judicial, 2010.
- Ley 5038 de 1958 sobre Condominios, comentada, anotada y concordada con la ley 108-05 de Registro Inmobiliario, con su formulario: Santo Domingo, Editora Judicial, 2009.
- Ley 108-05 de Registro Inmobiliario, Comentada, anotada y concordada con sus reglamentos: Santo Domingo, Editora Judicial, 2009.
- Modelos para la práctica societaria: Formulario de la Ley General de Sociedades Comerciales y Empresas Individuales de Responsabilidad Limitada No. 479-08 (coautor): Santo Domingo, Editora Judicial, 2009.
- Memorias de un abogado de pueblo (compilador y editor): Santo Domingo, Editora Judicial, 2008.
- El procedimiento en defecto en materia civil y comercial después de las reformas de la Ley 845 de 1978: Santiago, UCMM, 1981.